# Andrew Davies (football)
Pour les articles homonymes, voir Andrew Davies et Davies.
Andrew Davies est un ancien footballeur anglais né le 17 décembre 1984 à Stockton-on-Tees (nord-est de l'Angleterre). Il évoluait au poste de défenseur.

## Biographie

### Southampton
En octobre 2007, Southampton recrute Davies, d'abord en prêt, puis le transfère définitivement sur la base d'une somme d'un million de livres.

### Middlesbrough
Le 18 février 2011, Davies est prêté jusqu'à la fin de la saison à Middlesbrough. 

### Crystal Palace
Au début de la saison suivante, il est prêté un mois à Crystal Palace.

### Ross County et après
Le 30 juin 2015, il rejoint Ross County.
Le 10 janvier 2019, il rejoint Dundee.

## Palmarès

### En club
- Ross County
  - Vainqueur de la Coupe de la Ligue écossaise en 2016

### Distinctions personnelles
- Membre de l'équipe-type de la Scottish Premier League en 2016